# Porta Latina

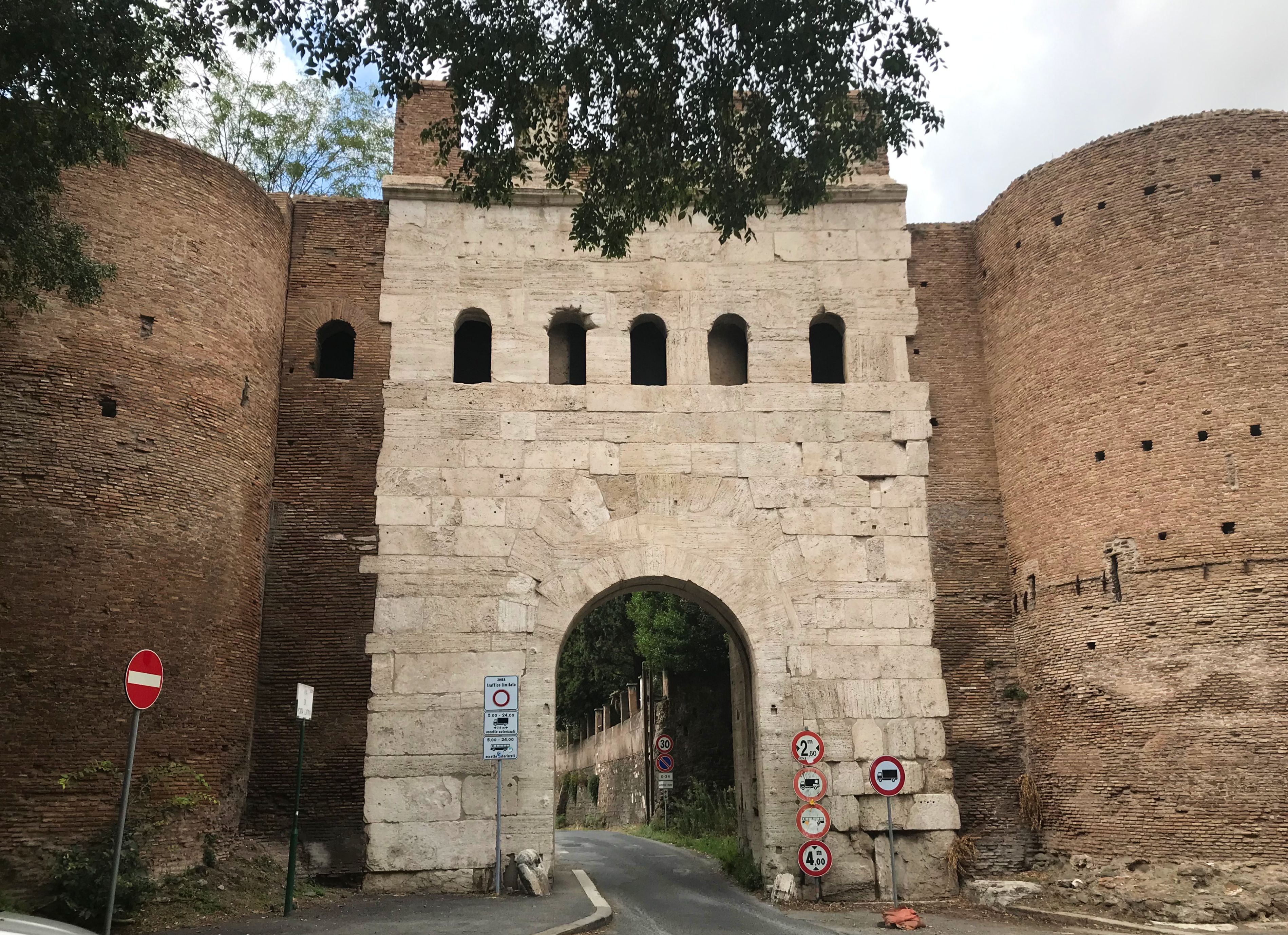
Außenseite der Porta Latina in Rom

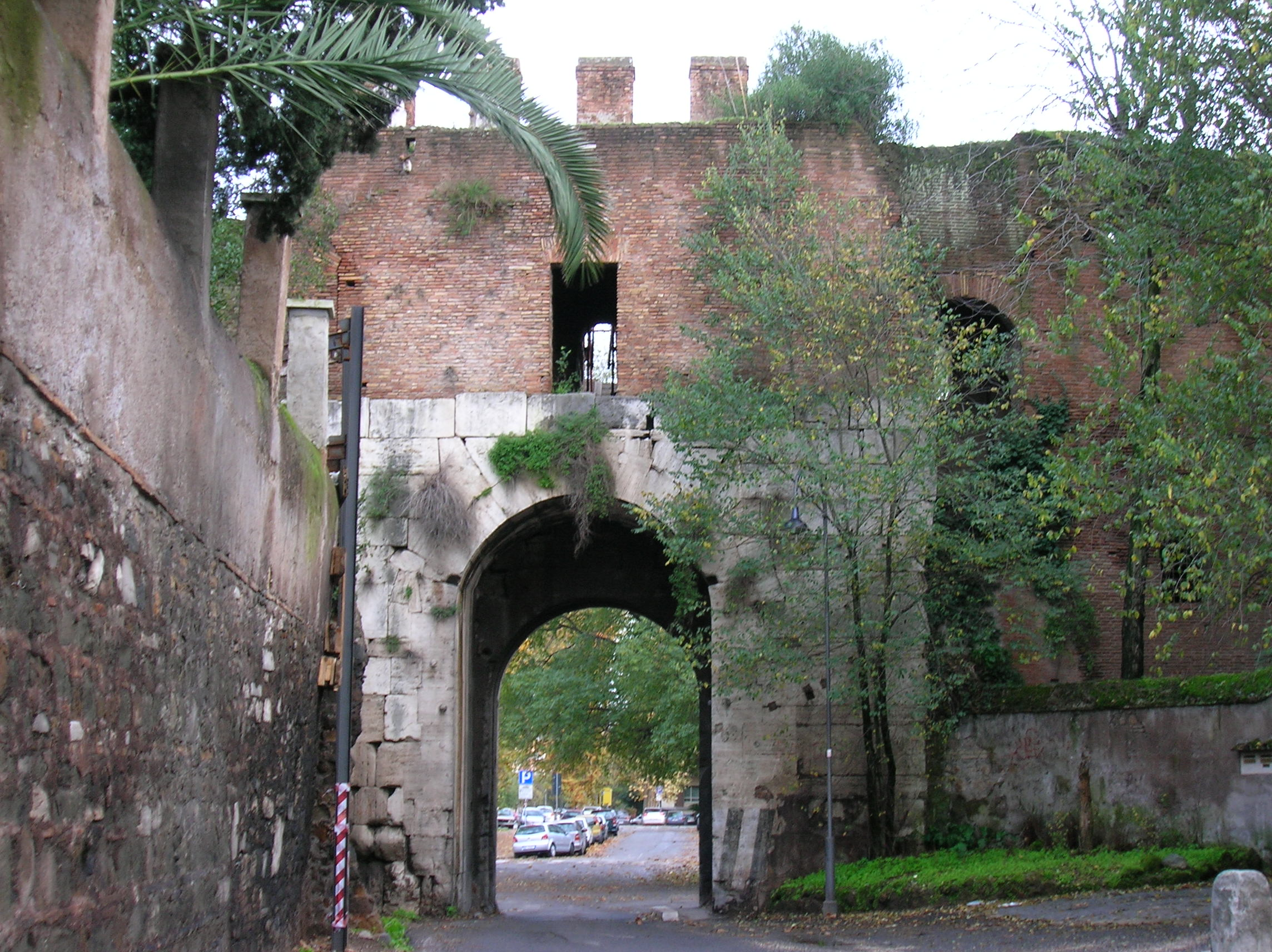
Innenseite der Porta Latina

Die Porta Latina ist ein Tor in der zwischen 271 und 275 n. Chr. erbauten Aurelianischen Mauer in Rom. Das Tor war in der Antike Ausgangspunkt der Via Latina im Südosten der Stadt, die Rom mit Capua verband.
Mit seiner gut erhaltenen Fassade aus Travertin gehört das Tor zu beeindruckenden Beispielen der aurelianischen Wehranlage, ist in seinem heutigen Zustand allerdings Ergebnis verschiedener baulicher Um- und Neustrukturierungen.
Die ursprüngliche Anlage folgte dem verbreiteten Schema aurelianischer Tore und hatte auf der Außenseite westlich des einfachen bogenförmigen Durchgangs nur einen Turm. Verkleidet war das Tor in seiner ersten Bauphase wie andere Tore auch mit feinem Ziegelmauerwerk. Es hatte eine Breite von 4,20 Metern und eine Höhe von 6,55 Metern. In späterer Zeit wurde der östliche Turm angebaut, wahrscheinlich im gleichen Zuge die Fassade mit Travertin verkleidet und eine Geschützkammer über dem Tor mit fünf Fensteröffnungen eingerichtet. Die Fensteröffnungen der Geschützkammer wurden aber bereits im 6. Jahrhundert wieder verschlossen. In die Geschützkammer gelangte man durch eine immer noch funktionierende Tür von der Innenseite des westlichen Turms.
Schließlich wurde die Toranlage auf die heute noch erhaltene Breite von 3,75 Metern bei 5,65 Metern Höhe verkleinert, was wahrscheinlich fortifikatorische Gründe hatte. Zudem wurde ein Fallgatter, dessen Führung in den Stein geschlagen wurde, an der Außenseite eingebaut. Um dessen Gewicht aufnehmen zu können, wurde ein Entlastungsbogen eingezogen. Auch bekam das Tor einen befestigten Hof mit zweiflügeligem Gegentor, der nur noch aus Zeichnungen bekannt ist. Die Türme sollten um nie ausgeführte Bastionen erweitert werden, für die auch bereits die Fundamente verlegt wurden.
Wann all diese Änderungen durchgeführt wurden, ist umstritten. Allgemein wird die Zeit des Honorius angenommen, da während seiner Regentschaft zahlreiche Veränderungen an der Aurelianischen Mauer und ihren Toren vorgenommen wurden. Da sich aber über der Bogenmitte der Außenseite ein Monogramm Konstantins befindet, dem auf der Innenseite des Tores ein griechisches Kreuz korrespondiert, wurde auch eine Umstrukturierung in konstantinischer Zeit erwogen.
Der östliche Turm wurde im Mittelalter komplett neu errichtet. Seit dem 13. Jahrhundert bürgerte sich der Name porta Libera für das Tor ein, erstmals in einer Bulle Honorius III. als quae Libera sive Latina dicitur erwähnt, wurde jedoch ab dem 18. Jahrhundert zu Gunsten des antiken Namens wieder verdrängt. In der genannten Bulle wird auch erwähnt, dass das fällige Torgeld beim Passieren des Tores der Kirche S. Tommaso in formis zugewandt wurde. Das Tor wurde erstmals 1408 während einer Besetzung der Stadt, dann wieder 1576 und 1656 wegen der Pest geschlossen. Erst nach dreizehn Jahren wurde das Tor 1669 feierlich durch den Kardinal Giulio Gabrielli wieder geöffnet. Damit konnte der Bedeutungsverlust des Tores und der Via Latina nicht mehr aufgehalten werden. Wichtiger wurde nun die relativ neue Via Appia Nuova, woran auch die Nähe der wichtigen Kirche San Giovanni a Porta Latina nichts ändern konnte. Während fast des gesamten 18. Jahrhunderts blieb das Tor wiederum geschlossen und wurde erst 1911 geöffnet.